# Potrebuješ
Potrebuješ je priimek več znanih Slovencev:
- Janez Potrebuješ (1830—1904), kamnosek
- Jože Potrebuješ (*1968), član glasbene skupine Čuki